# Gassen (Bergisch Gladbach)
Gassen ist ein Ortsteil im Stadtteil Alt Refrath der Stadt Bergisch Gladbach  im Rheinisch-Bergischen Kreis.

## Lage und Beschreibung
Gassen liegt an der Dolmanstraße nordöstlich von Junkersgut. Aufgrund der zunehmenden Besiedlung bildet er mit den umliegenden Ortschaften einen geschlossenen Siedlungsraum, so dass er nicht mehr eigenständig wahrnehmbar ist.

## Geschichte
Erwähnung findet die Ortschaft bei Leonard Goudhaire, der von Jan Wellem das Gebiet um die Steinbreche erhielt. Dieser war ebenfalls Besitzer des Stummengut in der Gassen, auch Gassengut genannt. 1703 hatte Goudhaire Katharina Beckers vom Gassengut geheiratet.
Ab der Preußischen Neuaufnahme von 1892 ist er auf Messtischblättern regelmäßig als Gassen oder ohne Namen verzeichnet.
| Jahr | Einwohner | Wohn- gebäude | Kategorie | Politische / kirchliche Zugehörigkeit                |
| ---- | --------- | ------------- | --------- | ---------------------------------------------------- |
| 1871 | 22        | 5             |           | Bürgermeisterei Bensberg                             |
| 1885 | 25        | 6             | Ortschaft | Bürgermeisterei Bensberg, Kirchspiel Refrath         |
| 1895 | 29        | 6             | Ortschaft | Bürgermeisterei Bensberg, Kirchspiel Refrath         |
| 1905 | 34        | 6             | Ortschaft | Bürgermeisterei Bensberg, katholische Pfarre Refrath |